# Örjan Sandler
Olof Örjan Sandler (* 28. září 1940 Sunne) je bývalý švédský rychlobruslař.
Prvních velkých mezinárodních závodů se zúčastnil v roce 1964, na Mistrovství Evropy byl třináctý, na Mistrovství světa desátý. Téhož roku startoval také na Zimních olympijských hrách (1500 m – 18. místo, 5000 m – 19. místo, 10 000 m – 17. místo). V dalších letech se na šampionátech výsledkově pohyboval ve druhé desítce. Největšího úspěchu dosáhl na zimní olympiádě 1968, kde v závodě na 10 000 m vybojoval bronzovou medaili; dále byl desátý na 1500 m a šestý na 5000 m. Na Mistrovství světa 1969 byl sedmý, v následujících letech se však již opět pohyboval většinou v rozmezí desátého a dvacátého místa. Zúčastnil se také ZOH 1972, kde na pětikilometrové trati dobruslil jako čtrnáctý a na dvojnásobné distanci jako patnáctý. Sedmou příčku obsadil na Mistrovství Evropy 1975. Na Zimních olympijských hrách 1976 se umístil na osmém (5000 m), resp. pátém (10 000 m) místě. Další tři roky téměř nezávodil, k rychlobruslení se vrátil v letech 1979 a 1980. Tehdy se zúčastnil i své páté zimní olympiády, v rámci níž startoval pouze na desetikilometrové distanci, přičemž skončil na 14. příčce. Po sezóně 1979/1980 ukončil aktivní sportovní kariéru.